# Cristo de Medinaceli

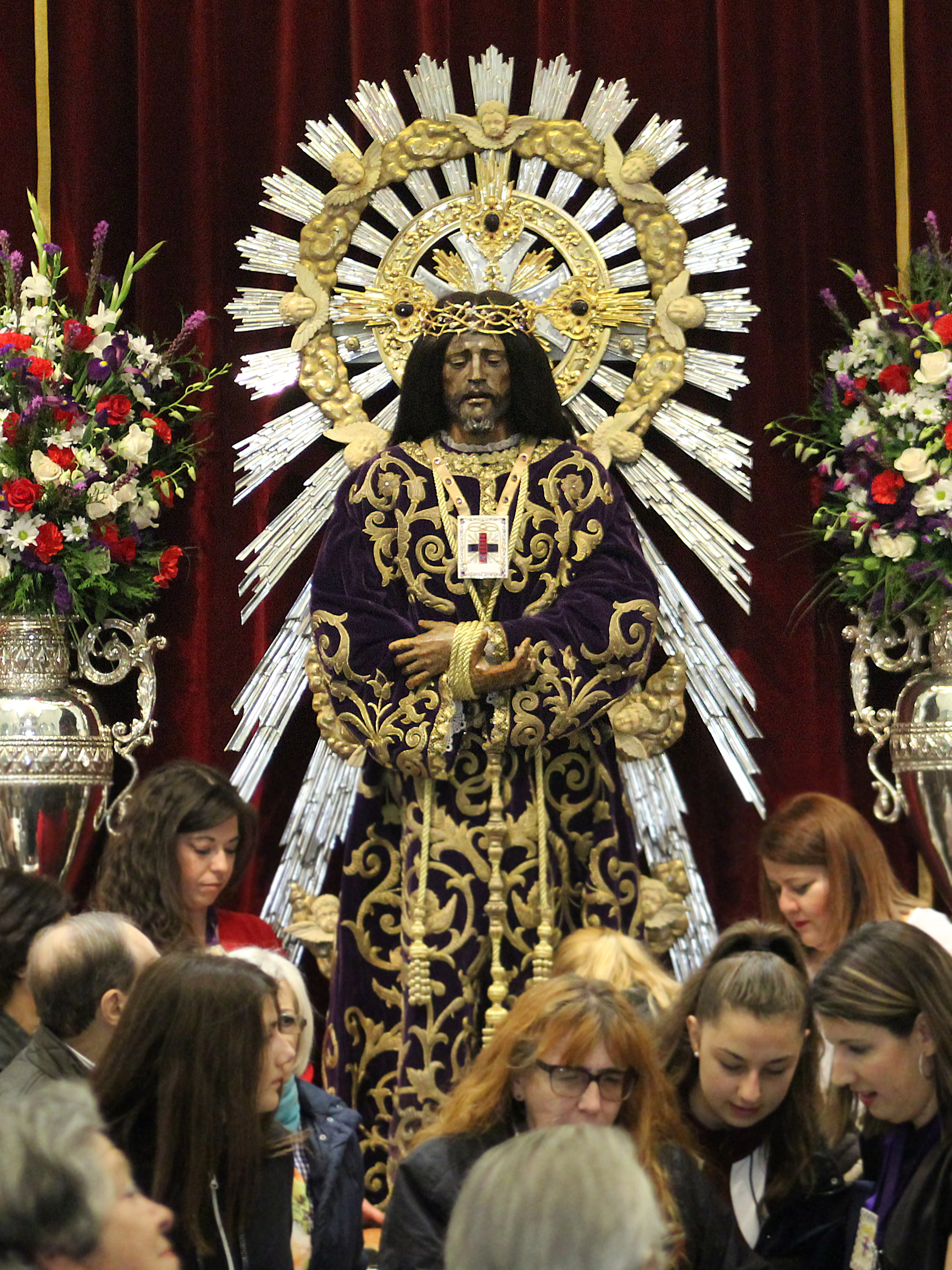
Cristo de Medinaceli

O Cristo de Medinaceli (em espanhol: Cristo de Medinaceli, Nuestro Padre Jesús de Medinaceli, Señor de Madrid) é uma estátua de Jesus de Nazaré representado na forma do Ecce homo localizada na Basílica de Nuestro Padre Jesús de Medinaceli em Madri e que é objeto de veneração dos católicos.

## História
A estátua foi levada pelos capuchinhos para La Mamora, levada pela monarquia católica espanhola em 1614 para ser venerada pelos soldados. Em abril de 1681, a cidade caiu nas mãos do sultão Ismail, que decidiu enviar a estátua para Mequinez como um sinal de vitória. Nesta cidade, ela é arrastada e puxada pelas ruas para que as pessoas possam zombar dela. Um padre trinitário, vendo o que estava acontecendo, decidiu falar com o rei para recuperá-la, oferecendo tanto ouro quanto o peso da imagem. Segundo a tradição, quando ela é pesada, seu peso reduz consideravelmente de forma milagrosa. A compra é feita pelos trinitários tendo como prova o escapulário da Santíssima Trindade pendurado no pescoço da imagem, que serve como salvo-conduto para deixar a imagem passar para terras cristãs e significa que os trinitários pagaram por ela. Ela chegou a Madri por volta de meados de 1682, onde foi recebida desde o início com grande devoção. Após sua chegada, foi realizada uma grande procissão onde ela passou a ser conhecida como Jesús del Rescate (Jesus do Resgate).
Em 1710, foi formada uma associação religiosa de escravos de Jesus de Nazaré, da qual o rei foi protetor desde 1819. A imagem ficou conhecida como Medinaceli porque a capela onde ela fica fica em um terreno doado pelo Duque de Medinaceli. Em 1928, a associação foi elevada à categoria de arquiconfraria, o que permitiu a entrada de outras associações com o mesmo nome e com o mesmo título; Atualmente existem 42 irmandades agregadas na Espanha.
A imagem foi movida para diferentes locais na Espanha durante a Guerra Civil Espanhola (1936–39) para protegê-la do bombardeio de Madri e finalmente chegou à Suíça em 1937 para participar de uma exposição de arte da Liga das Nações. Ela está de volta em 1939. Em 1945, Francisco Palma Burgos esculpe um soberbo trono processional para o Nazareno. A imagem faz parte da Via Sacra realizada em 14 de agosto de 2011 por ocasião da Jornada Mundial da Juventude presidida pelo Papa Bento XVI em Madri.

## Adoração e características
O Cristo de Medinaceli está atualmente localizado acima do altar-mor da Basílica de Nuestro Padre Jesús de Medinaceli, construída em Madri em 1930. É objeto de veneração especial às sextas-feiras, durante a procissão da Sexta-feira Santa e na primeira sexta-feira de março, quando um membro da família real espanhola tradicionalmente vem rezar diante da imagem. A imagem de Jesus de Medinaceli desperta grande devoção em muitas regiões da Espanha com cópias em Santa Cruz de Tenerife, Güímar, Ávila, Palência, Mijas, Vélez-Málaga.
O Cristo de Medinaceli tem 173 cm de altura e foi feito nas oficinas sevilhanas no século XVII, atribuída ao círculo do escultor Juan de Mesa. Sua iconografia evoca o momento da paixão quando Pilatos o apresenta ao povo (Ecce homo) para ser crucificado com um olhar que reflete grande sofrimento. A imagem usa o escapulário da Santíssima Trindade, tem cabelos esculpidos, mas escondidos por cabelos naturais, e uma túnica verdadeira da qual existem mais de trinta modelos, incluindo um de 1846 doado pelo Rei Francisco de Assis de Bourbon e outro de 1883, doado pela Duquesa de Medinaceli. Em ocasiões especiais, como a primeira sexta-feira de março ou durante a procissão, Jesus usa uma coroa de ouro maciço incrustada com pedras preciosas, um presente dos joalheiros de Madri na década de 1950.